# Eusébio Salsinha

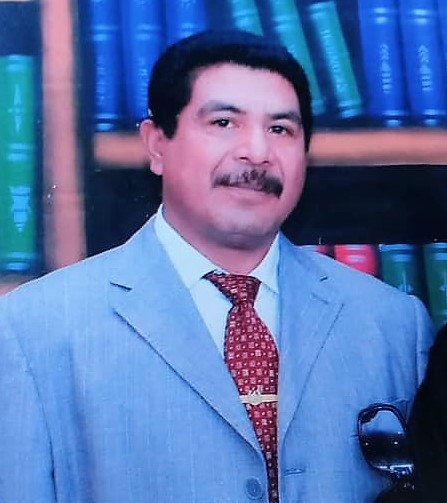
Eusébio Salsinha

Eusébio Salsinha (* 25. Januar 1962), Kampfname São Tomé, ist ein ehemaliger osttimoresischer Unabhängigkeitsaktivist und späterer Beamter im Innenministerium. Seit 2021 ist er Präsident (Presidente Autoridade Município) der Verwaltung seiner Heimatgemeinde  Ermera.

## Werdegang
Von 1973 bis 1975 besuchte Salsinha die Sekundarschule.
Am Widerstand gegen die indonesischen Invasoren war Salsinha beteiligt. Vom 12. April bis 19. April 1991 versteckte er in seinem Wohnhaus in Hatuleta Xanana Gusmão, den Kommandeur der FALINTIL. Von 1996 bis 1999 war Salsinha Tourismus- und Hotelmanagement auf Bali.
Im unabhängigen Osttimor wurde Salsinha Stabschef bei Innenminister Rogério Lobato. Infolge der Unruhen in Osttimor 2006 kamen Vorwürfe auf, Lobato habe im Auftrag von Premierminister Alkatiri Zivilisten bewaffnet, um gegen politische Gegner vorzugehen. Ende 2006 wurde Salsinha, zusammen mit Lobato und zwei weiteren Beschuldigten vor Gericht gestellt. Im Verfahren sagte Salsinha aus, er habe von Lobato die Anweisung erhalten, HK 33-Gewehre zu der Gruppe zu bringen, damit diese die Polizeikräfte gegen die Petitioners zu unterstützen. Marcos Piedade (Labadain), der Führer der Gruppe, hatte als Ex-Guerilla Erfahrung mit schweren Waffen. Lobato wurde wegen Totschlags und der illegalen Weitergabe von Waffen zu siebeneinhalb Jahren Gefängnis verurteilt. Eine Angabe zu einer Verurteilung von Salsinha fehlt.
Am 1. Juli 2021 wurde Salsinha zum Präsidenten der Gemeindeverwaltung Ermeras vereidigt. Er setzte sich in einem schriftlichen Auswahlverfahren gegen vier andere Kandidaten durch. Seine Amtszeit ist zunächst auf fünf Jahre begrenzt.
Salsinha spricht mit Tetum und Portugiesisch beide Amtssprachen des Landes.

## Auszeichnungen
Am 28. November 2016 wurde Salsinha mit der Medal des Ordem de Timor-Leste ausgezeichnet.